# سازمان مرکزی پذیرش پناه‌جویان (هلند)
سازمان مرکزی پذیرش پناه‌جویان در هلند (COA) سازمانی است که وظیفهٔ اسکان و راهنمایی پناهجویان در اردوگاه‌های پناهجویی و پخش کردن پناهجویان در سراسر خاک هلند را دارد تا زمانی که به در خواست پناهندگی پناهجویان رسیدگی بشود، COA وظیفه تأمین نیازهای زندگی پناهجویان و پرداخت کمک هزینه‌های زندگی را دارد.
COA یک نهاد اداری مستقل است و با این ظرفیت به‌طور مستقل یک کار دولتی را انجام می‌دهد. معاون وزیر دادگستری وظیفه مدیریت، هدایت و سیاست گذاری COA را دارد.
دفتر مرکزی COA در لاهه واقع شده‌است.
COA در سال ۱۹۹۴ بعد از تصویب قانونی در رابطه با اسکان پناه‌جویان تأسیس شد. در این قانون نحوه اعطای کمک هزینه‌ها و خرج‌های زندگی توصیف شده‌است.
بر اساس قانون مدیریت COA حداکثر از سه شورا تشکیل شده‌است. شورای نظارت از ۵ عضو تشکیل شده‌است و مدیریت آن به عهده میلو سخون ماکر می‌باشد.
در سپتامبر سال ۲۰۱۱، اخبار منفی دربارهٔ COA به بیرون درز کرد که مسئول وقت سازمان، نورتن آلبایراک به فساد محکوم شد و در سال ۲۰۱۲ از سمتش اخراج شد.
از سال ۲۰۱۳ شرکت حفاظتی Trigion وظیفهٔ نگهبانی از اردوگاه‌های پناهجویی COA را دارد.

## مکان‌ها
سازمان مرکزی پذیرش پناه‌جویان وظیفه پخش پناهجویان در سراسر خاک هلند را دارد و به همین دلیل در تمامی استان‌های هلند اردوگاه‌های پناهندگی تأسیس کرده‌است، این اردوگاه‌ها با رایزنی‌ها و امضای قراردادها با شهرداری‌ها تأسیس می‌گردند. از شهرهایی که در آن اردوگاه‌های پناهجویی وجود دارد می‌توان به آمستردام، آلمیره و همچنین شهرهای کوچک مثل هاردن برخ و اسنیک اشاره کرد.